# Talk im Turm
Talk im Turm war eine wöchentlich ausgestrahlte Talkshow-Reihe, die sich mit politischen und gesellschaftlichen Themen vornehmlich mit Blickpunkt auf Deutschland befasste, sogenannter Polittalk. Meist waren deutsche Politiker oder Personen des öffentlichen Lebens geladen. Die Reihe wurde sonntags um 22:00 Uhr in der Länge von einer Stunde ausgestrahlt. Im Auftrag des Fernsehsenders Sat.1 wurde sie zunächst in Bonn, später in Berlin produziert und lief nahezu ein Jahrzehnt in den Jahren 1990 bis 1999.

## Moderatoren
Im Jahr 1990 moderierten zunächst Florian Fischer-Fabian und Heidi Schüller gemeinsam die Sendung, im Laufe des Jahres wurden sie durch Erich Böhme und Sandra Maischberger ersetzt. Maischberger verließ die Sendung nach gut einem Jahr wieder.
Erich Böhme blieb und war acht Jahre lang Hauptmoderator. 1998 war der Sat.1-Intendant Fred Kogel der Meinung, dass Böhme sich nicht in das damals neue, jugendliche Konzept des Senders einfügen könne. So moderierte Böhme zur Bundestagswahl am 27. September 1998 im Alter von 68 Jahren die letzte Sendung von Talk im Turm. Schon Ende des Jahres 1997 wurde Böhme an der Seite Heinz Eggerts Mitmoderator der Sendung Der Grüne Salon beim Nachrichtensender n-tv. Dort führte Böhme ab 2000 dann mit Talk in Berlin auch ein ähnlichgelagertes Sendeformat fort.
Wer Böhmes Nachfolge auf Sat.1 antreten sollte, war längere Zeit unklar. Schließlich übernahm der Spiegel-Chefredakteur Stefan Aust die Sendung und moderierte Talk im Turm von Ende 1998 bis Anfang 1999. Zu dieser Zeit etablierten sich in den öffentlich-rechtlichen Sendeanstalten weitere Politsendungen wie Sabine Christiansen, mit denen das Sat.1-Format in Konkurrenz stand. Anfang des Jahres 1999 wurde die Produktion des Talk im Turm wegen mangelnder Zuschauerresonanz und schlechter Feuilletonkritiken nach neun Jahren Sendedauer auf Sat.1 eingestellt.
Im Jahr 2002 gab es nochmals ein kurzes Comeback der Sendung. Anlässlich der Bundestagswahl moderierte Erich Böhme fünf Sendungen unter dem Titel Talk im Turm – Spezial zur Wahl, welche vom 26. August bis 23. September 2002 immer montags um 22.15 Uhr ausgestrahlt wurden. In der letzten Sendung waren Günther Jauch und Harald Schmidt zu Gast.
Das Nachrichtenmagazin Der Spiegel berichtete in der Ausgabe vom 10. Mai 2010, Sat.1 wolle Talk im Turm mit Hans Werner Kilz als Moderator neu auflegen. Am 15. Dezember 2010 meldete kress.de hingegen, Helmut Markwort solle Talk im Turm moderieren. Nachdem beide absagten, waren Claus Strunz und Hajo Schumacher als Moderatoren im Gespräch. Schließlich entschied sich Sat.1 gegen eine Neuauflage von Talk im Turm. Stattdessen wurde von 2011 bis 2013 eine politische Talkshow mit einem neuen Konzept ausgestrahlt. Diese trug den Titel Eins gegen Eins und wurde von Claus Strunz moderiert.